# Brummelspanner
De brummelspanner (Mesoleuca albicillata) is een nachtvlinder uit de familie Geometridae (spanners). De naam van deze spanner verwijst naar de waardplant, brummel is een oud-Nederlands woord voor braam. De voorvleugellengte bedraagt tussen de 15 en 18 millimeter. Hij overwintert als pop.

## Waardplanten
De brummelspanner heeft als waardplanten braam en framboos.

## Voorkomen in Nederland en België
De brummelspanner is in Nederland en België een schaarse soort, die verspreid over het hele gebied kan worden gezien. De vlinder kent één generatie die vliegt van halverwege mei tot halverwege augustus.